# Novyj (Oblast' autonoma ebraica)
Novyj (in lingua russa Новый) è un centro abitato dell'Oblast' autonoma ebraica, situato nell'Oblučenskij rajon.